# Тевакан
Тевакан (шп. Tehuacán) је град у Мексику у савезној држави Пуебла. Према процени из 2005. у граду је живело 238.229 становника.

## Становништво
Према процени из 2005. у граду је живело 238.229 становника.
| 1990.   | 1995.   | 2000.   | 2005.   |
| ------- | ------- | ------- | ------- |
| 139.450 | 172.510 | 204.598 | 238.229 |